# Verkündigungsfenster (Belle-Église)

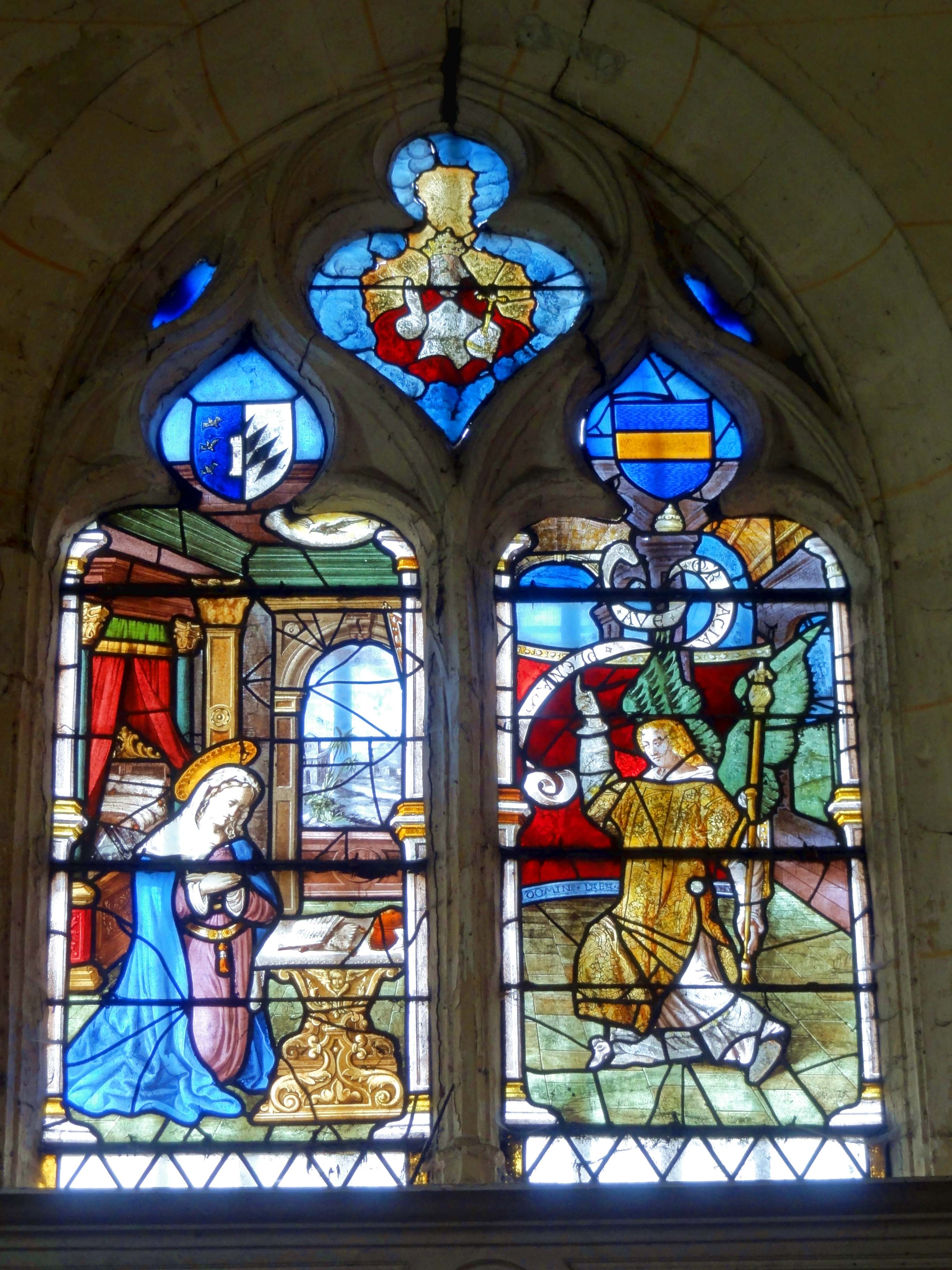
Verkündigungsfenster in Belle-Église

Das Verkündigungsfenster in der katholischen Pfarrkirche St-Martin in Belle-Église, einer französischen Gemeinde im Département Oise in der Region Hauts-de-France, wurde im 16. Jahrhundert geschaffen. Das Bleiglasfenster wurde im Jahr 1905 als Monument historique in die Liste der denkmalgeschützten Objekte (Base Palissy) in Frankreich aufgenommen.
Das Fenster Nr. 1 ist 1,50 Meter breit und 1,20 Meter hoch, es stellt die Verkündigung des Herrn dar. Der Erzengel Gabriel nähert sich von rechts, die rechte Hand zum Segensgestus erhoben, der knienden und betenden Maria. Über ihr schwebt eine Taube, das Symbol des Heiligen Geistes. In der Mitte des Maßwerks ist Gottvater mit Tiara und Weltkugel zu sehen. Rechts und links sind zwei Wappen angebracht.